# گریز پوینت، نیو ساوت ولز
گریز پوینت (به انگلیسی: Grays Point) یک حومه شهر در استرالیا است که در نیو ساوت ولز واقع شده‌است.